# Joey Santiago
Joseph Alberto Joey Santiago (rođen 10. lipnja 1965.) je filipinsko-američki gitarist i kompozitor. Bavi se profesionalnom karijerom od
1986. godine Santiago svira u američkom sastavu Pixies. Nakon raspada sastava 1993. godine, sa svojom ženom je stvorio sastav The Martinis. Također je surađivao s Charles Douglasom i Frank Blackom. Santiago je preuzeo svoju ulogu gitarista kada su se Pixies ponovo sastali
2004. godine.